# Campeonato Europeo de Judo por Equipo Mixto de 2022
El III Campeonato Europeo de Judo por Equipo Mixto se celebró en Mulhouse (Francia) el 12 de noviembre de 2022 bajo la organización de la Unión Europea de Judo (EJU) y la Federación Francesa de Judo.
Las competiciones se realizaron en el Palacio de Deportes Gilbert Buttazzoni de la ciudad francesa.

## Medallistas
| Evento       | Oro | Plata | Bronce |
| ------------ | --- | --- | --- |
| Equipo mixto | Francia Benjamin Axus Guillaume Chaine Alexis Mathieu Loris Tassier Joseph Terhec Emre Sanal Priscilla Gneto Faïza Mokdar Marie-Ève Gahié Margaux Pinot Julia Tolofua Léa Fontaine | Países Bajos · Matthijs van Harten · Frank de Wit · Jesper Smink · Jelle Snippe · Jur Spijkers · Shannon van de Meeberg · Pleuni Cornelisse · Sanne van Dijke · Karen Stevenson · Marit Kamps | Alemania · Alexander Gabler · Peter Thomas · Alexander Wieczerzak · Johann Lenz · Jonas Schreiber · Dario Kurbjeweit · Seija Ballhaus · Laila Göbel · Sarah Mehlau · Marlene Galandi · Raffaela Igl · Lea Schmid Turquía · Bayram Kandemir · Ömer Aydın · Münir Ertuğ · Hasret Bozkurt · Minel Akdeniz · Sebile Akbulut |

## Medallero
| Núm. | País         | Oro | Plata | Bronce | Total |
| ---- | ------------ | --- | ----- | ------ | ----- |
| 1    | Francia      | 1   | 0     | 0      | 1     |
| 2    | Países Bajos | 0   | 1     | 0      | 1     |
| 3    | Alemania     | 0   | 0     | 1      | 1     |
| 3    | Turquía      | 0   | 0     | 1      | 1     |
|      | TOTAL        | 1   | 1     | 2      | 4     |